# Гибсон, Чэд
Чэд Гибсон (англ. Chad Gibson; род. 19 июня 1976, Сидней, Новый Южный Уэльс, Австралия) — австралийский футболист, защитник. В настоящий момент является креативным директором и спортивным фотографом основанных им интернет-издания «LOCALFC» и креативного спортивного агентства «Not Our Field».

## Биография
Чэд Гибсон родился в Сиднее, Австралия, у родителей южноафриканского происхождения, которые мигрировали в Австралию из-за расовой политики во время апартеида, который юридически запрещал их отношения.
Футболом стал заниматься в академии «Сидней Кроэйша», во взрослом футболе дебютировал в составе «Сент-Джордж Сэйнтс» в 1992 году, за клуб провёл всего 2 матча и в 1994 году вернулся в свой родной клуб «Сидней Кроэйша».
В 1997 году перешёл в клуб «Маркони Сталлионз» за который выступал до 2004 года, за клуб провёл 126 матчей и забил 12 голов. В 1999 году отправился в аренду в малайзийский клуб «Джохор», а в 2001 в норвежский «Будё-Глимт».
В 2005 году становится первым капитаном клуба «Квинсленд Роар» в первом сезоне А-лиги., но не сумев стать футболистом основного состава покинул клуб в 2007 году.
В мае 2007 года подписывает контракт на 6 матчей с клубом Премьер-лиги Нового Южного Уэльса «Блэктаун Сити Демонс» в надежде на постоянный контракт, но не проведя ни одного матча покинул клуб.
В 2008 году становится игроком клуба «Стенмор Хокс», позднне выступал за любительский клуб «Локомотив Коув».
После завершения профессиональной карьеры в 2011 году основал интернет-издание «LOCALFC» и креативное спортивное агентство «Not Our Field». Его творческие спортивные проекты вдохновлены его опытом профессионального спортсмена. Благодаря разнообразным клиентам со всего мира его работа объединяет спорт и популярное творчество.

## Достижения
- Победитель Суперлиги Нового Южного Уэльса: 1 (2004)
- Победитель плей-офф Премьер-лиги Нового Южного Уэльса: 1 (2007)